# Coelosia vockerothi
Coelosia vockerothi är en tvåvingeart som beskrevs av Soli 1997. Coelosia vockerothi ingår i släktet Coelosia och familjen svampmyggor. Inga underarter finns listade i Catalogue of Life.